# Hermannskarspitze
Die Hermannskarspitze ist ein (2472 m ü. A.) hoher Nebengipfel der Marchspitze in den Allgäuer Alpen. Als reiner Felsgipfel hebt sie aus ihrem Südgrat heraus.
Ihr Bezugsgipfel (Line Parent) und zugleich Dominanzbezug ist die Marchspitze. Ihr untergeordnet ist der Hermannskarturm, der etwas weiter südlich im Grat steht. Die Hermannskarspitze liegt zwischen den Hauptorten der Gemeinden Elbigenalp und Holzgau.